# Danae gazella
Danae gazella is een keversoort uit de familie zwamkevers (Endomychidae). De wetenschappelijke naam van de soort werd in 1973 gepubliceerd door Strohecker.